# Ipratropium
Ipratropium bromid (obchodní jména Atrovent, Apovent, a Aerovent) je anticholinergické léčivo používané pro léčbu chronické obstrukční plicní nemoci a akutního astmatu. Blokuje muskarinové acetylcholinové receptory v hladkém svalstvu průdušek v plicích.

## Léčivo
Ipratropium je předepisováno k inhalaci při léčbě chronické obstrukční plicní nemoci (CHOPN). Ipratropium je také kombinováno se salbutamolem (albuterolem) pod obchodními názvy Combivent („metered-dose inhaler“ neboli MDI) a Duoneb (nebulizér) pro léčbu CHOPN a astmatu, a s fenoterolem (obchodní názvy Duovent a Berodual N) pro zvládání astmatu.

### Kontraindikace
Neexistují kontraindikace pro použití ipratropia s výjimkou přecitlivělosti na atropin a příbuzné látky. Pro orální použití jsou kontraindikace podobné jako u ostatních anticholinergik; zahrnují glaukom s uzavřeným úhlem a obstrukce v gastrointestinálním traktu a vylučovacím systému.

### Vedlejší účinky
Pokud je ipratropium inhalováno, jsou jeho vedlejší účinky minimální. Byly popsány pocity sucha v ústech a sedace. Také se mohou vyskytnout účinky jako tachykardie, nauzea, palpitace a bolest hlavy. Inhalování ipratropia nesnižuje mukociliární clearance. Inhalace samotná může způsobit bolest hlavy a podráždění krku u několika procent pacientů.

### Interakce
Kombinace s beta adrenergními agonisty, stejně jako s theofylinem a ostatními xantinovými deriváty, zvyšuje dilatační účinek na bronchy. Interakce s ostatními anticholinergiky jako jsou tricyklická antidepresiva, antiparkinsonika a chinidin, které také mohou teoreticky způsobovat vedlejší účinky, nejsou klinicky významné, protože ipratropium je registrováno jako inhalans.